# Ludwig Friedrich Seyffardt

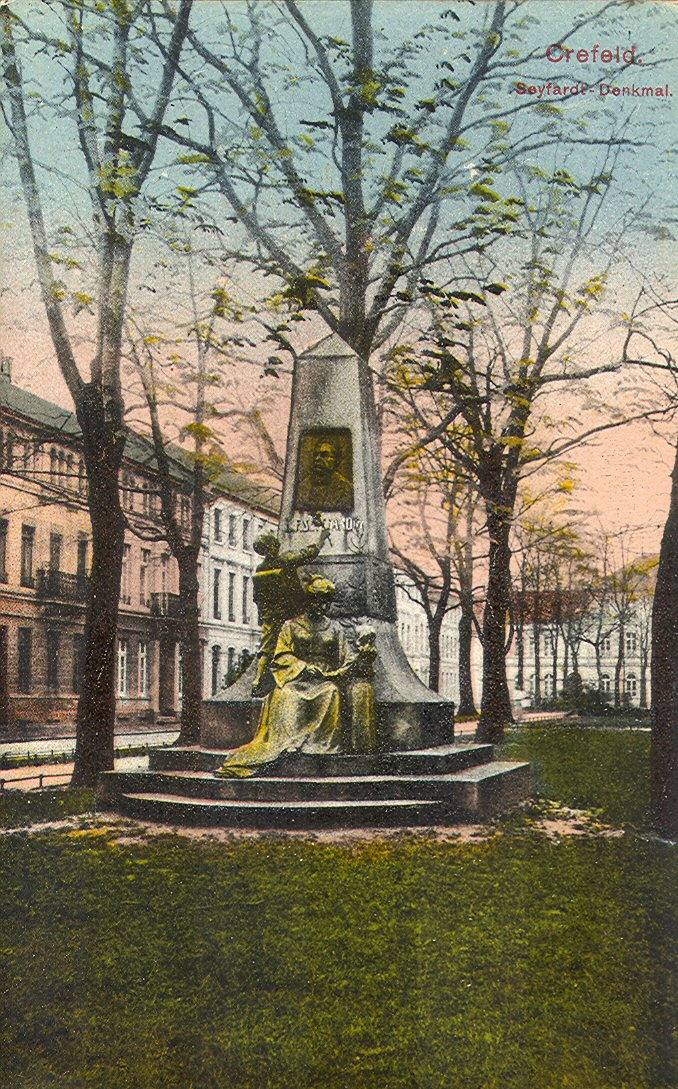
Denkmal für Ludwig Friedrich Seyffardt

Ludwig Friedrich Seyffardt (* 18. Juni 1827 in Aachen; † 26. Januar 1901 in Krefeld) war ein deutscher Textilunternehmer und nationalliberaler Politiker.

## Leben
Seine Eltern waren der Direktor der Aachen-Münchner Feuerversicherungsgesellschaft Ludwig Seyffardt (1792–1871) und dessen Ehefrau Mathilde Seyffardt geb. Scheibler (1805–1833). Ludwig Friedrich Seyffardt war seit 1856 verheiratet mit Mathilde geb. vom Bruck (1837–1880). Das Ehepaar hatte sechs Kinder.
Seyffardt besuchte die Gesamtschule und anschließend die Höhere Bürgerschule in Aachen. Danach absolvierte er eine kaufmännische Ausbildung in der Samtfabrik H. vom Bruck & Söhne in Krefeld. 1848 reiste Seyffardt nach Großbritannien. 1856 wurde er Teilhaber, 1857 Mitinhaber und ab 1861 Besitzer der Samtfabrik in Krefeld und eröffnete Dependancen in Rheydt und London. Allerdings zog sich Seyffardt 1867 aus dem Geschäftsleben weitgehend zurück, um sich gemeinnützigen Tätigkeiten zu widmen.
In Krefeld war Seyffardt vielfältig aktiv. Er war Mitglied der örtlichen Handelskammer von 1862 bis 1887, seit 1869 Stadtverordneter und Beigeordneter. Er war Leiter der städtischen Armendeputation und von 1873 bis 1875 Mitglied der ständigen Deputation des Volkswirtschaftlichen Kongresses. Im Handwerker- und Bildungsverein gehörte er dem Ehrenvorstand an. 1869–1899 war Seyffardt Vorsitzender und Reorganisator der städtischen Armenkommission in Krefeld. Seit 1877 betrieb er maßgeblich die Umwandlung der Konfessionsschulen in konfessionsübergreifende Schulen in Krefeld.
Seyffardt verfasste eine Reihe von publizistischen Beiträgen und eine Autobiografie. Zu seinem Andenken gab die Bürgerschaft der Stadt Krefeld ein Denkmal in Auftrag.

## Soziale Politik
Seyffardt war Mitglied der Nationalliberalen Partei. In deren Zentralvorstand saß er von 1893 bis 1898. Von 1869 bis 1870 saß er im Reichstag des Norddeutschen Bundes. Mit kurzen Unterbrechungen gehörte er zwischen 1873 und 1898 dem Preußischen Abgeordnetenhaus an.
Er saß in den Jahren 1886, 1890, 1895, 1897 und 1899 im Ausschuss des Vereins für Socialpolitik. Seit 1881 Mitglied im Hauptausschuss, war er von 1886 bis 1901 Vorsitzender des Deutschen Vereins. Zudem war er Mitglied der Gesellschaft zur Verbreitung von Volksbildung und seit 1889 Mitglied des Hauptvorstands des Vaterländischen Frauenvereins. Er war Mitbegründer des Vereins gegen den Missbrauch geistiger Getränke.
Seyffardt war Mitglied im Nationalverein, 1863 bis 1864 im Deutschen Verein für Krefeld und Umgegend, Schulverein für Krefeld. Er war Vorsitzender im Turnverein Krefeld und des Arbeitervereins Krefeld.